# Sri-lankische Cricket-Nationalmannschaft in Indien in der Saison 2017/18
Die Tour der sri-lankischen Cricket-Nationalmannschaft nach Indien in der Saison 2017/18 fand vom 16. November bis zum 24. Dezember 2017 statt. Die internationale Cricket-Tour war Bestandteil der Internationalen Cricket-Saison 2017/18 und umfasste drei Tests, drei ODIs und drei Twenty20s. Indien gewann die Test-Serie 1–0, die ODI-Serie 2–1 und die Twenty20-Serie 3–0.

## Vorgeschichte
Indien bestritt zuvor eine Tour gegen Neuseeland, Sri Lanka eine Tour gegen Pakistan.
Das letzte Aufeinandertreffen der beiden Mannschaften bei einer Tour fand in der Saison 2017 in Sri Lanka statt.

## Stadien
Die folgenden Stadien sind für die Tour als Austragungsort vorgesehen und am 1. August 2017 bekanntgegeben.
| Stadion                                      | Stadt         | Kapazität | Spiele  |
| -------------------------------------------- | ------------- | --------- | ------- |
| Barabati Stadium                             | Cuttack       | 45.000    | 1. T20  |
| Feroz Shah Kotla                             | Delhi         | 48.000    | 3. Test |
| Himachal Pradesh Cricket Association Stadium | Dharamsala    | 23.000    | 1. ODI  |
| Holkar Stadium                               | Indore        | 30.000    | 2. T20  |
| Eden Gardens                                 | Kolkata       | 82.000    | 1. Test |
| Wankhede Stadium                             | Mumbai        | 33.000    | 3. T20  |
| Punjab Cricket Association Stadium           | Mohali        | 35.000    | 2. ODI  |
| Vidarbha Cricket Association Stadium         | Nagpur        | 45.000    | 2. Test |
| ACA-VDCA Cricket Stadium                     | Visakhapatnam | 30.000    | 3. ODI  |

## Kaderlisten
Indien benannte seinen Test-Kader am 23. Oktober, seinen ODI-Kader am 27. November und seinen Twenty20-Kader am 4. Dezember 2017.
Sri Lanka benannte seinen Test-Kader am 5. November, seinen ODI-Kader am 5. Dezember und seinen Twenty20-Kader am 15. Dezember 2017.
| Test | Test | ODI | ODI | Twenty20 | Twenty20 |
| Indien | Sri Lanka | Indien | Sri Lanka | Indien | Sri Lanka |
| --- | --- | --- | --- | --- | --- |
| - Virat Kohli (K) - Ravichandran Ashwin - Shikhar Dhawan - Ravindra Jadeja - Bhuvneshwar Kumar - Hardik Pandya - Cheteshwar Pujara - Ajinkya Rahane - KL Rahul - Wriddhiman Saha (wk) - Mohammed Shami - Vijay Shankar - Ishant Sharma - Rohit Sharma - Murali Vijay - Kuldeep Yadav - Umesh Yadav | - Dinesh Chandimal (K) - Dhananjaya de Silva - Niroshan Dickwella (wk) - Vishwa Fernando - Lahiru Gamage - Rangana Herath - Dimuth Karunaratne - Suranga Lakmal - Angelo Mathews - Dilruwan Perera - Sadeera Samarawickrama - Lakshan Sandakan - Dasun Shanaka - Roshen Silva - Lahiru Thirimanne - Jeffrey Vandersay | - Rohit Sharma (K) - Jasprit Bumrah - Yuzvendra Chahal - Shikhar Dhawan - MS Dhoni (wk) - Shreyas Iyer - Kedar Jadhav - Dinesh Karthik - Siddarth Kaul - Bhuvneshwar Kumar - Manish Pandey - Hardik Pandya - Axar Patel - Ajinkya Rahane - Washington Sundar - Kuldeep Yadav | - Thisara Perera (K) - Dushmantha Chameera - Akila Dananjaya - Chaturanga de Silva - Dhananjaya de Silva - Niroshan Dickwella (wk) - Asela Gunaratne - Danushka Gunathilaka - Suranga Lakmal - Angelo Mathews - Sachith Pathirana - Kusal Perera - Nuwan Pradeep - Sadeera Samarawickrama - Upul Tharanga - Lahiru Thirimanne | - Rohit Sharma (K) - Jasprit Bumrah - Yuzvendra Chahal - MS Dhoni (wk) - Deepak Hooda - Shreyas Iyer - Dinesh Karthik - Manish Pandey - Hardik Pandya - KL Rahul - Mohammed Siraj - Washington Sundar - Basil Thampi - Jaydev Unadkat - Kuldeep Yadav | - Thisara Perera (K) - Dushmantha Chameera - Akila Dananjaya - Chaturanga de Silva - Niroshan Dickwella (wk) - Vishwa Fernando - Asela Gunaratne - Danushka Gunathilaka - Angelo Mathews - Sachith Pathirana - Kusal Perera - Nuwan Pradeep - Dasun Shanaka - Sadeera Samarawickrama - Upul Tharanga |

## Tour Match
| 2. – 6. Dezember Scorecard | Kolkata | Sri Lankans 411-9d (88) | – | Indian Board President’s XI 287-5 (75) |
|                            |         | Remis                   |   |                                        |

## Tests

### Erster Test in Kolkata
| 16. – 20. November Scorecard | Kolkata | Indien 172 (59.3) & 352-8 (88.4) | – | Sri Lanka 294 (83.4) & 75-7 (26.3) |
|                              |         | Remis                            |   |                                    |

### Zweiter Test in Nagpur
| 24. – 28. November Scorecard | Nagpur | Sri Lanka 205 (79.1) & 166 (49.3)             | – | Indien 610-6d (176.1) |
|                              |        | Indien gewinnt mit einem Innings und 239 Runs |   |                       |

### Dritter Test in Delhi
| 2. – 6. Dezember Scorecard | Delhi | Indien 536-7d (127.5) & 246-5d (52.2) | – | Sri Lanka 373 (135.3) & 299-5 (103) |
|                            |       | Remis                                 |   |                                     |

Auf Grund der Luftverschmutzung in Delhi kam es zu mehreren Unterbrechungen während des Spieles, als sich sri-lankische Spieler übergeben mussten. Der Weltverband ICC entschied daraufhin die Spielregularien bezüglich Luftqualität zu überprüfen.
Mit dem Remis erzielte Indien den neunten Test-Serien-Sieg in Folge und stellten damit den Rekord Australiens zwischen 2005 und 2008 ein.

## One-Day Internationals

### Erstes ODI in Dharamsala
| 10. Dezember Scorecard | Dharamsala | Indien 112 (38.2)               | – | Sri Lanka 114-3 (20.4) |
|                        |            | Sri Lanka gewinnt mit 7 Wickets |   |                        |

### Zweites ODI in Mohali
| 13. Dezember Scorecard | Mohali | Indien 392-4 (50)           | – | Sri Lanka 251-8 (50) |
|                        |        | Indien gewinnt mit 141 Runs |   |                      |

### Drittes ODI in Visakhapatnam
| 17. Dezember Scorecard | Visakhapatnam | Sri Lanka 215 (44.5)         | – | Indien 219-2 (32.1) |
|                        |               | Indien gewinnt mit 8 Wickets |   |                     |

## Twenty20 Internationals

### Erstes Twenty20 in Cuttack
| 20. Dezember Scorecard | Cuttack | Indien 180-3 (20) | – | Sri Lanka 87 (16) |
|                        |         |                   |   |                   |

### Zweites Twenty20 in Indore
| 23. Dezember Scorecard | Indore | Indien 260-5 (20)          | – | Sri Lanka 172 (17.2) |
|                        |        | Indien gewinnt mit 88 Runs |   |                      |

### Drittes Twenty20 in Mumbai
| 24. Dezember Scorecard | Mumbai | Sri Lanka 135-7 (20)         | – | Indien 139-5 (19.2) |
|                        |        | Indien gewinnt mit 5 Wickets |   |                     |